# 阿森松岛
阿森松岛（英語：Ascension Island）是位于南大西洋的英国海外领地，全境包括一座主岛以及若干附属礁岩。行政上隶属于圣赫勒拿、阿森松和特里斯坦-达库尼亚领地。首府为乔治敦。

## 歷史
葡萄牙航海家约翰·达·诺瓦于1501年首度发现该岛。1503年葡萄牙航海家阿方索·德·阿尔布克尔克再度发现此岛，当天是天主教的耶稣升天节，遂以该节日为其命名。
由于阿森松岛荒凉不毛，因此在其被发现之后的300多年间，一直没有人宣布对其拥有主权。但是时常有穿越大西洋的船舶在该岛靠岸，捕捉海鸟，收集龟蛋，以补充食物。1701年，英国航海家威廉·丹皮尔的座舰洛巴克号在阿森松岛附近触礁，船上的60人在岛上生活了近两个月后获救。此后，阿森松岛有时被用来流放犯罪水手。1725年，荷兰东印度公司的一名簿记官员林德特·哈森布施（Leendert Hasenbosch）因为在船上犯有鸡奸行为而被流放到阿森松岛。他在岛上生活了一年，以日记的形式记录下岛上生活。1726年，哈森布施的帐篷被一批英国船员发现，他本人则死于干渴。
直至1815年，阿森松岛才開始有常住人口。這是因為拿破崙被流放至圣赫勒拿岛的西南部，英国皇家海军亦在阿森松岛亦建立了軍營，以防拿破仑逃脱之故。建立軍營後，该岛更以「HMS阿森松号」的名义编入皇家海军战舰序列，分类为双桅炮舰（Sloop-of-war）。
拿破仑死后，英国海军将阿森松岛发展为食品补给站，为阻止奴隶贸易的皇家海军西非分舰队提供给养。直到1881年，该岛才从皇家海军战舰名册中删除，列为殖民地。阿森松岛最初属南非总督管辖，1922年改为圣赫勒拿岛的附属地，但是岛上的日常事务由英国大东电报公司管理，直至1964年，才向阿森松岛派出首任专员。
大东电报公司在阿森松岛拥有海底电缆中继站。1966年，英国广播公司在岛上建立了卫星中继站和大功率转播站，英国电讯公司则接管了大东电报公司的通讯基站设备。
1942年，美国陆军工兵部队在阿森松岛修建了怀德威克空军基地（Wideawake Base），作为美洲至南非之间的运输中继站及物资储备地。怀德威克空军基地的巡逻飞机在大西洋战役的反潜战中提供了很大贡献。该基地至今仍有一片废料场，堆放各种二战时期遗留下来的金属器材及飞机残骸。英国皇家空军在二战中也曾使用怀德威克基地。
自从1963年起，阿森松岛开始发射气象探测火箭。1967年，NASA在怀德威克基地建立了导弹及航天跟踪站，这里同时也是GPS系统的地面卫星监控站之一。此外，怀德威克基地的跑道还是航天飞机紧急降落的备用跑道之一。
1982年英国和阿根廷福克兰战争期间，英国特混舰队曾在阿森松岛休整并进行登陆演练，还从岛上派出火神式轰炸机和鹞式飞机，进行空袭和巡逻任务。

## 地理

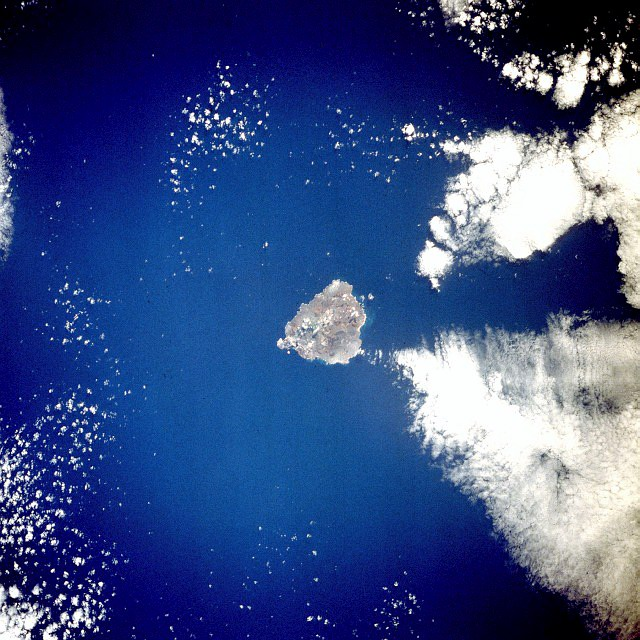
从太空中看阿森松岛，1990年12月

阿森松岛位于大西洋中部，在地理构造上是中大西洋海岭的一部分，属于火山岛，主岛面积约为88平方公里，在其近岸处有若干面积不足1平方公里的小岛和礁石，如水手长鸟岛、东水手长岛、鞑靼礁等。这些岛礁在地理构造上可以被视为阿森松岛的组成部分。阿森松主岛和附属岛屿的总面积为91平方公里。
阿森松岛的主要山脉为格林山（绿山），其最高峰海拔859米，属于休眠中的活火山，最后一次喷发的时间是1843年。岛上多为熔岩地貌，地形崎岖。2005年，綠山被指定為國家公園。

### 气候
阿森松岛属于亚热带海洋性气候，雨量平均分布于全年，但1月和4月较集中。岛上常年气温在摄氏20 °C至31 °C之间。

### 动植物
阿森松岛上原来有胶树（Commidendrum robustum）、圣赫勒拿乌木、圣赫勒拿红杉和圣赫勒拿橄榄，但是经过长期破坏，原始植被现已十分稀少。格林山顶部有竹林，此外还有野生的松树、向日葵、兰花参、仙人掌、苔藓、地衣和蕨类植物。
阿森松岛的主要野生动物有绿龟、蜥蜴、螃蟹、燕鸥、海燕、军舰鸟。陆生鸟类有金丝雀、鹧鸪、八哥、麻雀、腊嘴雀。岛上哺乳动物有驴、山羊、老鼠，以及作为宠物饲养的狗和猫。阿森松岛附近海域有鲨鱼、金枪鱼和其他海洋鱼类。

## 政治
阿森松岛属于英国海外领地，元首为英国国王查尔斯三世。该岛是圣赫勒拿岛的属地，由圣赫勒拿总督派专员进行管理。2002年，阿森松岛民选举出了自己的第一届议会。阿森松岛上的法律以英国和圣赫勒拿法律为基础。

## 人口

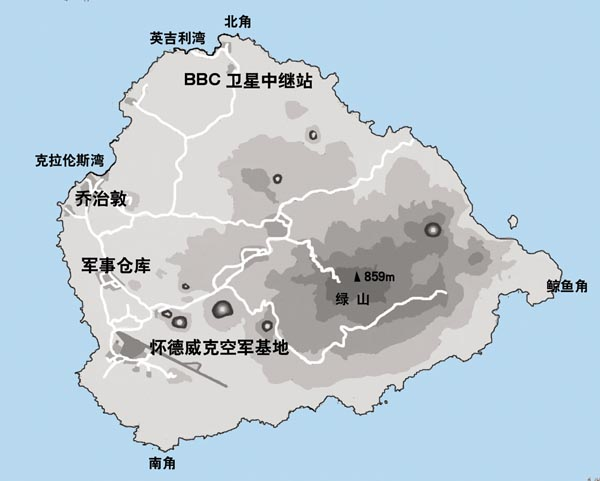
阿森松岛地图

阿森松岛的人口在2005年时约为1100人。常住居民主要是BBC通讯基地及美英空军基地的工作人员。由于阿森松岛上有美国和英国的大型空军基地，还有NASA的宇宙观测基地，以及BBC和大東電報局的卫星及电缆通讯中继站，因此外界人员进入该岛需要得到专员的书面批准，在岛上永久定居的申请则会被否决。
岛上有五处较大的定居点：
1. 乔治敦：560人
2. 卡特山：150人
3. 怀德威克机场：约200人
4. 旅行者山：200人
5. 双艇村：150人

此外，在格林山山顶还有零散分布的菜地及农舍。

### 入境签证限制
至2023年，阿森松岛政府明确列出禁止以下国家或地区的护照持有人申请入境签证：白俄罗斯、中国大陆、埃及、香港、伊朗、利比亚、澳门、北韓、俄罗斯、叙利亚、台湾、乌克兰、越南。

## 经济
阿森松岛的收入来源为政府财政拨款。岛上最主要的经济活动为英国海外军事基地周边的服务业。怀德威克基地的机场设施由SERCO公司管理，ESS公司为岛上的工作人员提供膳食和家政服务。
在2002年以前，阿森松岛的一个重要标志物是一艘常年停泊在岛外近海的丹麦马士基公司油轮。这艘7万吨的油轮是阿森松岛的燃料储备库。2002年12月，它被岛上的军方永久性储油设施取代。
除了军事基地外，阿森松岛上的通讯基地也是经济收入的来源之一。BBC和大东电报局（Cable and Wireless）在岛上都建有通讯中继站。
阿森松岛的主要出口商品是该岛的邮票。这项出口活动自1922年开始，目前该岛每年发行5至6套邮票。
由于交通不便，阿森松岛的旅游业直到近年尚不存在。岛上缺乏旅游接待设施，以及英国行政当局对进入该岛人员的限制，也是制约旅游业发展的主要因素。但是2000年后，英国皇家空军和乔治敦的黑曜石旅馆联合展开了一项小规模的航空旅游服务，并建造了若干小型客舍。但是，游客在进入阿森松岛之前仍然需要获得行政专员的书面批准。阿森松岛的主要旅游项目包括海上垂钓和观鸟。
阿森松岛的官方货币为圣赫勒拿镑，美元和英镑也可以在岛上使用。圣赫勒拿银行在阿森松岛上有一所分行。

## 交通
阿森松岛与英国本土和福克兰群岛之间有固定的空中航线，由空中巴士集團子公司-空中加油服務公司開辦。英国至阿森松岛的航班自牛津郡的布萊茲諾頓皇家空軍基地起飞，至福克兰群岛的航线在快活嶺皇家空軍基地降落。飞行这两条航线的班机都是由英国皇家空军向承運商租用的空中巴士A330 MRTT军用运输机，平民旅客在支付费用后也可以搭乘。美国空军在阿森松岛和佛罗里达州的帕特里克空军基地之间也有一条固定航班，每周往返一次。英国和美国曾经达成协议，允许民用飞机在阿森松岛的美英空军基地降落，目前有南非连接航空每月一班經聖赫勒拿機場往返約翰尼斯堡的航班，由巴西航太E190型飛機執飛。
阿森松岛与外界的民间海路运输最初依靠往来于英国和南非之间的联合城堡公司（Union Castle）邮船提供不定期的服务。但是1960年代中期以后，随着海上客运业务的衰减，联合城堡公司的邮船逐渐退役，英国为此在1963年专门建造了来往于英国加的夫港、圣赫勒拿岛和南非开普敦之间的“圣赫勒拿”号定期客货船（RMS St. Helena）。该船在有需要时在阿森松岛和特里斯坦-达库尼亚群岛中途停靠。1989年，第二艘“圣赫勒拿”号服役。然而随着聖赫勒拿機場在2010年竣工，这条定期海上航线也将被取消。

## 通訊
阿森松岛是几条横跨大西洋的海底电缆中继站之一，对外联络以军事通讯为主，民间通讯多通过BBC转播站传送。该岛国际域名缩写代码为.ac。

## 邮政历史

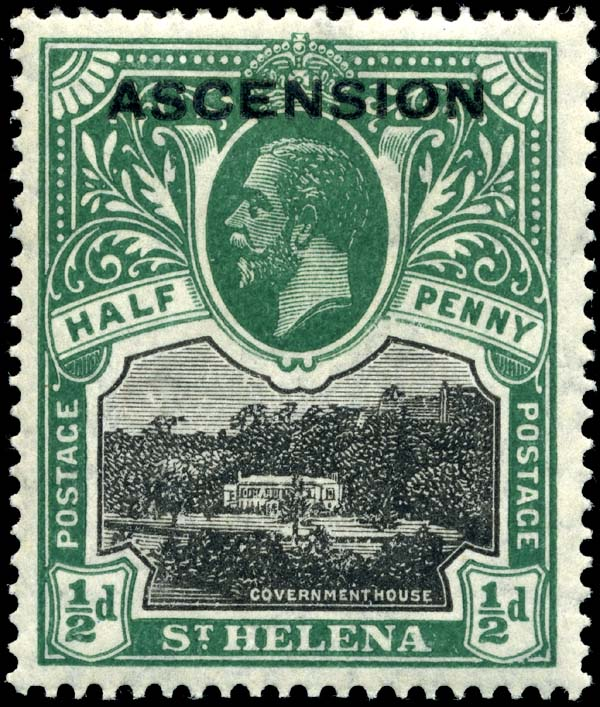
阿森松岛最早的邮票属于加盖票，由圣赫勒拿岛发行.

阿森松岛的邮政历史始于1815年。起初邮件传送时间没有保证，只有依靠路过这里的船只顺便捎带信件。1858年，该岛开始使用带有日期的邮戳，1863年起Union Steamship Co.（聯合汽船公司）开始常规的邮件传送，至1977年停止。1867年3月3日，岛上开始使用英国邮票，直到1922年阿森松岛成为圣赫勒拿岛管辖区后，开始使用圣赫勒拿邮票。
1922年11月2日，圣赫勒拿岛发行了9张加盖阿森松字样的邮票。1924年又发行12张由圣赫勒拿设计、在阿森松岛专用的邮票。1934年，还发行了一套10张阿森松岛风景的邮票。

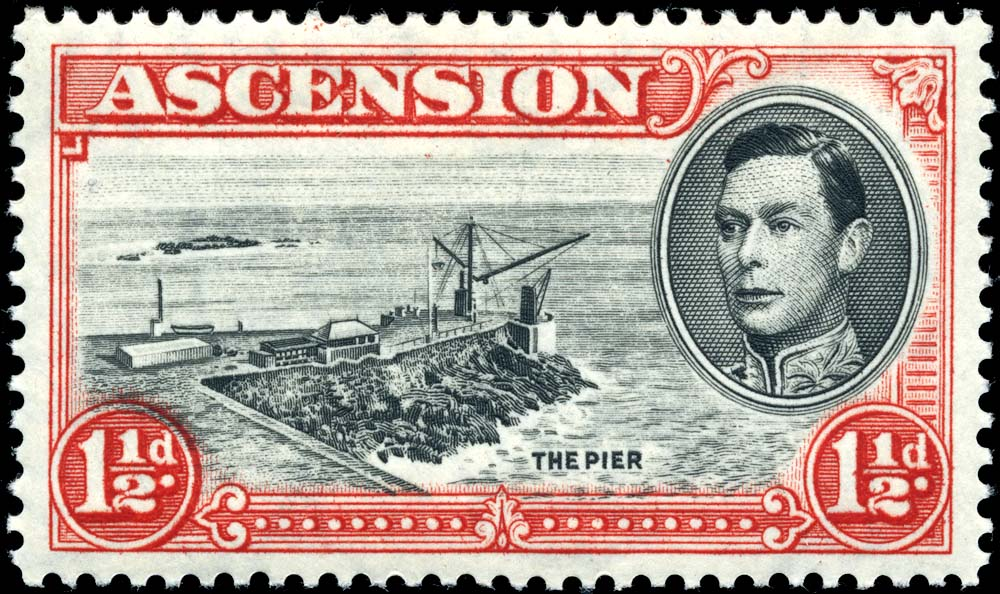
1938年发行的阿森松岛邮票，图案为英王乔治六世的头像及乔治敦的码头

1938年，印有乔治六世头像的新邮票取代了乔治五世头像为主要图案的旧邮票。新版邮票有若干种不同的基色、齿孔间距和水印，一直流通到1953年2月。
1956年，阿森松岛发行了该岛的第13套邮票，首次以岛上风光和野生动物为主题。1963年，该岛发行了第14套邮票，图案是鸟类。
1963年以后，阿森松岛特种邮票和纪念邮票的发行频率变得频繁起来。至1990年代，阿森松岛每年要发行5到6套邮票，每套由4到5枚邮票组成。

## 外部連結
- 地理坐标：7°56′00″S 14°22′00″W / 7.93333°S 14.36667°W
- Official Ascension Island Government site （页面存档备份，存于）
- Rocket launches from Ascension （页面存档备份，存于）